# Koiatu Koiatu
Koiatu Koiatu (ur. 26 listopada 1977) – rugbysta grający w formacji ataku, reprezentant Wysp Cooka, trzykrotny uczestnik igrzysk Wspólnoty Narodów, następnie trener.
W trakcie kariery sportowej związany był z klubami Bombay RFC z Auckland oraz Wanneroo RUFC i Kalamunda DRUC z Perth.
Na poziomie regionalnym grał dla Perth Spirit w National Rugby Championship (2014) oraz w barwach Counties Manukau, zarówno w National Provincial Championship jak i New Zealand National Rugby Sevens Tournament.
Z reprezentacją Wysp Cooka w rugby 7 występował w igrzyskach Wspólnoty Narodów (w 2002, 2006 i 2014), a także w turniejach z cyklu IRB Sevens World Series.
Trenował Wanneroo RUFC i regionalny zespół Australii Zachodniej.